# لاباتينيب
لاباتينيب(Lapatinib )، الذي يباع تحت الأسماء التجارية تايكيرب(Tykerb) و تايڤيرب(Tyverb )هو دواء يستخدم لعلاج سرطان الثدي. على وجه التحديد لعلاج سرطان الثدي الإيجابي HER2 مع ليتروزول أو تراستوزوماب أو كابيسيتابين . و يؤخذ عن طريق الفم.
تشمل الآثار الجانبية الشائعة العقار على: الإسهال و الغثيان و الطفح الجلدي و التعب و مشاكل الكبد و الحكة و تساقط الشعركذلك. كما و قد تشمل الآثار الجانبية الأخرى إطالة فترة كيو تي ، أو الالتهاب الرئوي، أو انخفاض الصفائح الدموية، أو انخفاض خلايا الدم الحمراء، أو انخفاض خلايا الدم البيضاء. أما استخدامه في فترة الحمل فقد يضر الجنين. و هو مثبط التيروزين كيناز الذي يمنع HER2 / neu و مستقبلات عامل نمو البشرة (EGFR).
تمت الموافقة على استخدامه طبيًا في الولايات المتحدة في عام 2007 و بعدها أوروبا في عام 2008. في المملكة المتحدة، تكلف 4 أسابيع من تناول 1000 ملغ هيئة الخدمات الصحية الوطنية حوالي 970 جنيهًا إسترلينيًا اعتبارًا من عام 2021. و يكلف هذا المقدار في الولايات المتحدة حوالي 4300 دولار أمريكي.